# Hemibelideus lemuroides
Hemibelideus lemuroides är ett pungdjur i familjen ringsvanspungråttor och den enda arten i släktet Hemibelideus. Den påminner i utseende om lemurer men är inte släkt med dessa.

## Beskrivning
Djurets päls är mycket tät och ullig. Den är på ovansidan mörkt gråbrun och på undersidan gulgrå. Svansen är lite längre än övriga kroppen och tätt täckt med hår, med undantag av ett ställe vid spetsens undersida. Svansen används som gripverktyg. Huvudet är jämförelsevis litet samt något rödaktig och de små öronen är nästan gömda i pälsen. Mellan extremiteterna har den anlag till en flygmembran som hänvisar till släktskapet med arten jätteflygfalang. Kroppslängden utan svans ligger mellan 31 och 35 centimeter. Vikten varierar mellan 800 och 1300 gram.
Arten lever i regnskogar i nordöstra Queensland, Australien. Området kännetecknas av bergstrakter som är minst 450 meter höga. Den vistas nästan alltid i träd och har bra förmåga att klättra och hoppa. Hemibelideus lemuroides vilar på dagen i trädets håligheter och letar på natten efter föda. Ofta förekommer familjegrupper (hanne och hona eller bara hona med ungdjur). När de letar efter föda bildar de ibland större grupper med upp till åtta individer. Födan utgörs främst av blad. Dessutom äter arten blommor, knopp och nöt av trädet Beilschmiedia bancroftii.
I honans pung (marsupium) finns två spenar men vanligen föds bara ett ungdjur åt gången. Ungen visats de första månaderna i pungen och klamrar sig senare fast på moderns rygg.
Artens naturliga fiender utgörs av rutpyton (Morelia spilota) och rödbrun spökuggla (Ninox rufa).
Vissa delar av utbredningsområdet är skyddszon och där uppskattas ett större bestånd. I andra regioner blev de sällsynta på grund av förstöring av levnadsområdet. IUCN listar arten som nära hotad (Near Threatened).